# Hockey su slittino
L'hockey su slittino, dal 2017 ufficialmente ribattezzato dal Comitato Paralimpico Internazionale Para Ice Hockey, e noto anche con il termine inglese sledge hockey, è uno sport di squadra giocato sul ghiaccio. È la variante dell'hockey su ghiaccio riservata alle persone con disabilità permanente nella parte inferiore del corpo a causa di traumi di vario genere, ma che hanno buone braccia, un buon controllo del tronco, e normali capacità coordinative.
La differenza principale tra le due versioni è l'equipaggiamento utilizzato. Anziché indossare pattini da ghiaccio ai piedi, i giocatori di sledge hockey si muovono utilizzando uno slittino (detto sledge), dotato di due lame analoghe a quelle dei pattini. Ogni giocatore usa inoltre due bastoni da gioco, anziché uno, che servono sia per colpire il paleo con l'estremità fatta a pala, sia per spingersi con l'altra estremità fatta a punta. Tutti gli altri aspetti del meccanismo di gioco rimangono pressoché invariati, fatta eccezione per la durata dei tre tempi è ridotta, 15 minuti per tempo rispetto ai 20 dell'hockey su ghiaccio.
L'hockey su slittino è stato inserito nel programma dei Giochi paralimpici invernali a partire dai VI Giochi paralimpici invernali di Lillehammer 1994.

## Caratteristiche tecniche di gioco
Le regole alla base di questa disciplina sono state introdotte per trasposizione dall'hockey su ghiaccio per normoabili, con opportune modifiche, create al fine di regolamentare gli aspetti legati alla disabilità degli atleti e agli elementi tecnologici indispensabili all'espletamento di questo genere di attività.
Tutti i giocatori devono essere opportunamente attrezzati, secondo lo standard IHEC (Ice Hockey Executive Committee), per quanto riguarda slitta, bastoni, elmetto, lame e dispositivi di protezione. I bastoni per l'Ice Sledge Hockey sono regolamentati in maniera opportuna, in quanto questi non costituiscono solamente uno strumento di gioco, ma anche un mezzo indispensabile alla gestione del movimento della slitta; per questi motivi, sebbene la spatola sia sostanzialmente simile a quella dell'hockey regolare, la parte del manico risulta essere più corta e presenta alcuni rampini in grado di scalfire la superficie ghiacciata e permettere quindi all'atleta le manovre e la propulsione della slitta. Le stecche sono oggetto di una più attenta regolamentazione, in modo tale da trovare il giusto compromesso tra sicurezza ed efficacia.
Una partita di sledge hockey, così come quella di hockey su ghiaccio, vede il confronto tra due squadre contrapposte che cercano di infilare un disco, chiamato paleo, all'interno della porta avversaria mediante l'utilizzo dei cosiddetti bastoni, che nell'hockey su slittino vengono più comunemente chiamati stecche, per via delle ridotte dimensioni.

## Giocatori in movimento
Ciascuna squadra schiera in campo in ogni istante di una partita sei giocatori, solitamente cinque di movimento e un portiere. I giocatori di movimento si dividono in difensore sinistro, difensore destro, ala sinistra, ala destra e centro. Questa tipologia di giocatori ricopre il suo ruolo spostandosi per tutto il campo (rink), producendo la propulsione necessaria a far muovere la slitta esercitando una forza con le stecche, le quali presentano la funzione duale di elementi necessari alla produzione del movimento e di controllo del disco.
Il controllo della slitta, cui gli atleti sono saldamente vincolati, avviene mediante gli spostamenti del corpo effettuati dal tronco e dagli arti superiori; gli arti inferiori sono infatti, laddove presenti, ancorati ad una struttura detta telaio, mentre l'atleta è accolto da una seduta, chiamata, nella forma moderna, guscio o invaso piuttosto che semplicemente seduta.
Il giocatore di movimento, proprio per la natura del suo ruolo, necessita di un mezzo veloce, agile nei cambi di direzione, robusto negli urti che caratterizzano un gioco fisico come l'hockey e deve presentare una elevata direzionalità per quanto riguarda il controllo del mezzo in ogni fase di gioco.

## Portiere
Il portiere, invece, ha a disposizione un'attrezzatura molto diversa da quella appena descritta: questo giocatore utilizza una sola stecca dalla geometria differente e dalla maggiore larghezza; nella mano opposta a quella in cui tiene il bastone, indossa un guanto, chiamato pinza, che gli permette di afferrare il disco al volo. Il ruolo di questo giocatore consiste nell'evitare l'ingresso del paleo nella rete: la sua è una posizione diversamente esposta al contatto con gli altri giocatori e con il disco stesso; il suo compito è ovviamente molto meno dinamico rispetto agli altri e viene assolto principalmente eseguendo piccoli movimenti in una ristretta area d'azione posta in prossimità della porta. Per tutti questi motivi la slitta del portiere si presenta spesso in maniera radicalmente diversa da quella degli altri componenti della squadra, potendo prevedere l'utilizzo di gusci più protettivi, lame a distanza maggiore per consentire una migliore stabilità, materiali e/o geometrie delle stesse in grado di permettere con relativa facilità spostamenti pluridirezionali al fine di meglio espletare i compiti imposti dalla natura di questo ruolo.
Una delle differenze tra lo sledge hockey e l'hockey normoabili è costituita dalla diversa destinazione d'uso delle panchine a bordo pista e da una porzione del campo di ghiaccio (rink) compresa tra le due blue line: le panchine vengono normalmente utilizzate talune per ospitare le riserve, le altre come area per scontare le penalità e l'ingresso in tali zone avviene solitamente mediante scavalcamento della balaustra o mediante superamento di un piccolo gradino; anche questo ostacolo costituisce una barriera insormontabile per gli atleti sullo slittino, sia per quanto riguarda la sicurezza sul campo di gioco, sia per quanto riguarda la dinamica del gioco medesimo: al fine di ovviare, quindi, a questo problema, generalmente una porzione del campo, opportunamente delimitata, viene sacrificata per ospitare le riserve e i giocatori che devono scontare penalità. In qualche palazzetto del ghiaccio (tipo quello di Pinerolo, in cui si sono svolti recentemente i Campionati Europei di ISH), invece, le normali panchine vengono utilizzate anche dai paratleti in quanto sono realizzate a livello ghiaccio proprio per poter accogliere al meglio le gare di questi atleti.
Tutti gli altri aspetti del meccanismo di gioco rimangono pressoché invariati. Solo la durata dei tre tempi è ridotta, 15 minuti per tempo rispetto ai 20 dell'hockey su ghiaccio.